# Notozomus boonah
Notozomus boonah är en spindeldjursart som beskrevs av Harvey 2000. Notozomus boonah ingår i släktet Notozomus och familjen Hubbardiidae. Inga underarter finns listade i Catalogue of Life.